# Cornelia Principe
Cornelia Principe ist eine kanadische Dokumentarfilmerin. Sie wurde 2014 für einen Emmy Award und 2024 für einen Oscar nominiert.

## Leben
Cornelia Principe begann ihre Karriere in den Medien als Fernsehjournalistin, bevor sie sich der Produktion und Regie unabhängiger Dokumentationen zuwandte.
2004 gründete sie mit Matt Gallagher die Produktionsfirma Border City Pictures.
Für den Dokumentarfilm The World Before Her aus dem Jahr 2012 über zwei indische Mädchen mit unterschiedlichen Lebensplänen wurde Principe als Co-Produzentin 2014 für einen Emmy Award für Outstanding Coverage a Current News Story—Long Form nominiert.
2019 wurde der von Cornelia Principe produzierte Film Prey, über einen Missbrauchsprozess gegen die katholische Kirche, beim Hot Docs Canadian International Documentary Festival als bester kanadischer Dokumentarfilm von der Jury ausgezeichnet. Prey war auch für den Canadian Screen Award nominiert. Für den ebenfalls von ihr produzierte Film Dispatches from a Field Hospital wurde Principe zusammen mit Matt Gallagher 2022 abermals bei den Canadian Screen Awards nominiert. Der Film zeigt das Leiden von Angehörigen während der COVID-19-Pandemie in einem Krankenhaus in Ontario.
Sie war Co-Produzentin des Dokumentarfilms To Kill a Tiger. Der Film über einen Vater, der Gerechtigkeit für die Vergewaltigung seiner Tochter sucht, wurde 2024 als bester Dokumentarfilm für den Oscar nominiert.